# Макстла
Макстла — тлатоані держави Ацкапотцалько з 1427 до 1428 року. До 1427 року був володарем міста Койокан. Став володарем після смерті свого батька Тезозомака. У 1427—1428 Макстла боровся із своїм братом Таяухом, якого підтримав тлатоані Теночтітлану — Чимальпопоку. Макстла переміг своїх суперників. Проте вже у 1428 році проти нього повстав Ацтецький потрійний союз на чолі із Іцкоатлем. В цій боротьбі Макстла зазнав поразки й втік до міста-держави Койоакана. Проти останнього у 1429 році виступили ацтеки, які у 1430 році підкорили місто. Тоді Макстла за однією версією загинув, за іншою його принесли у жертву.